# Contras
I contras furono gruppi armati controrivoluzionari nicaraguensi costituiti a partire dai nuclei della Guardia Nacional de Nicaragua di Anastasio Somoza Debayle, per combattere il governo sandinista che nel 1979, dopo aver rovesciato la dittatura di Somoza, s'era insediato al potere; la parola spagnola contras è un accorciamento di contrarrevolucionarios ('controrivoluzionari').

## Storia
La guerriglia dei contras fu sostenuta e finanziata dagli Stati Uniti, soprattutto durante l'amministrazione Reagan, tramite finanziamenti derivanti dalla vendita di armi all'Iran, all'epoca in guerra con l'Iraq (Irangate). Quando tali somme non furono più sufficienti, le amministrazioni Reagan e Bush ricorsero anche a finanziamenti privati, all'aiuto di aziende e fondazioni, e perfino a operazioni finanziarie illegali.
La CIA organizzò operazioni psicologiche e missioni militari sul suolo nicaraguense, addestrando i controrivoluzionari alla guerriglia e assumendo mercenari per compiere sabotaggi alle infrastrutture critiche, mentre i sovietici garantirono ai sandinisti addestratori, prestiti, aiuti umanitari e rifornimenti di armi e anche di prodotti energetici come il petrolio.
Sebbene nel 1982 il Congresso statunitense, con l'emanazione dell'emendamento Boland, proibisse il sostegno ai ribelli controrivoluzionari in Nicaragua (adoperandosi tuttavia per influenzare in ogni modo la competizione del 1984 e favorire il ritiro degli esponenti conservatori e progressisti dalle elezioni), nel corso dei due anni seguenti i funzionari del governo, violando pienamente la legge, continuarono a finanziarli, attingendo per di più ai profitti illegali pervenuti dalla vendita di armi all'Iran.
Lo scandalo, battezzato Irangate dalla stampa, ebbe vasta risonanza e mise a rischio il secondo mandato del presidente Reagan. Per l'insieme delle attività illegali compiute contro la sovranità e le infrastrutture strategiche del Nicaragua, nonché per l'appoggio economico, militare e logistico ai contras, che dalla CIA furono anche addestrati alla guerra psicologica, gli Stati Uniti furono condannati dalla Corte internazionale per la violazione di vari principi del diritto internazionale, tra cui la non ingerenza negli affari interni di stati terzi e il divieto di utilizzare illegalmente la forza per modificare il regime di un altro paese.

## Attività
L'attività dei controrivoluzionari nicaraguensi si caratterizzava principalmente per attacchi terroristici a strutture civili e indifese quali fattorie, ospedali, chiese, ma anche compimento di massacri indiscriminati di civili, torture e stupri. Come emerso dalla ricerca Dark Alliance del giornalista statunitense Gary Webb, i contras s'autofinanziavano mediante il traffico di droga con l'appoggio della Central Intelligence Agency. ( o meglio: i contras, creati dagli USA per destabilizzare e ribaltare la democrazia in Nicaragua  furono finanziati anche attraverso le attività come in traffico di droga stimolato e protetto dalla CIA).